# Arboreto y jardines Bartlett
El Arboreto y jardines Bartlett en inglés : Bartlett Arboretum and Gardens es un parque, jardín botánico y arboreto de 91 acres (37 hectáreas) de extensión, en Stamford, Connecticut. 
Esta arboreto y jardín botánico centra su interés en las plantas de la región, la ecología y el carácter del sudoeste de Nueva Inglaterra. 
Su código de reconocimiento internacional como institución botánica (en el Botanical Gardens Conservation International BGCI), así como las siglas de su herbario es BARTA.

## Localización
Bartlett Arboretum & Gardens 151 Brookdale Road, Stamford, Fairfield County, Connecticut CT 06903, United States of America-Estados Unidos de América.
Planos y vistas satelitales.41°8′0.6″N 73°32′49.2″O / 41.133500, -73.547000
Se encuentra abierto y accesible al público todos los días del año. 

## Historia
El Arboretum se inició en 1913, cuando el Dr. Francis A. Bartlett, un eminente dendrólogo y fundador de la "F.A. Bartlett Tree Expert Company", adquirió 30 acres (12 hectáreas) más o menos de los bosques de "North Stamford" para usarlos como su residencia, escuela de formación y laboratorio de investigación para su compañía. Durante los años reunió a un gran número de especímenes de plantas procedentes de todo el mundo en la propiedad. 
En 1965, cuando el laboratorio de investigación se trasladó a Carolina del Norte, la propiedad del sitio de Stamford, que abarca más de 60 acres (24 hectáreas), fue adquirida por el Estado de Connecticut y designado como el Arboretum del Estado de Connecticut
En 1993, la administración de la tierra y en general del Arboretum se transfirieron a la Universidad de Connecticut en Stamford. En 2001, la propiedad de la tierra fue transferida a la ciudad de Stamford y la administración fue transferida a la asociación independiente sin ánimo de lucro "Bartlett Arboretum Association". La Asociación Bartlett Arboreto continúa administrándolo hasta el día de hoy. 
En el 2006, el Arboreto comenzó numerosos programas de investigación, continuando con la tradición de la investigación iniciada por el Dr. Bartlett casi un siglo antes. La investigación actual se centra en la ecología de las plantas locales como florística y respuestas a la presión de los herbivoros de los bosques de Connecticut, y la ecología y evolución de las plantas tropicales, en particular en la familia Araceae. Este trabajo ha dado lugar a varios artículos de investigación publicados por el personal en los últimos años.
En enero del 2007, el Arboreto comenzó a ofrecer una clase de jardinería para los paisajistas de habla hispana. Aunque imparten en inglés, palabras clave y expresiones se traducen al español. Los jardineros aprenden materias como la siembra adecuada, el acolchado, la poda, las normas de seguridad, y reciben un certificado al final del curso.

## Colecciones
El Arboreto alberga las siguientes colecciones:
- Conifer Garden (Jardín de coníferas) es una colección de coníferas, incluyendo: Tsuga, Pinus, Picea, Abies, Thuja, Chamaecyparis, Juniperus, Cryptomeria y Taxus.
- Mehlquist Garden (Jardín Mehlquist) es una colección única de Rhododendrons y Azaleas tanto nativas como, de origen japonés, coreano, y europeo, creada por el Dr. Gustav A.L. Mehlquist, Profesor Emérito de Botánica de la Universidad de Connecticut.
- Nut Tree Collection (Árboles de nuez) es un bosquete plantado por Frances Bartlett en el cual se incluyen Carya illinoinensis, Juglans sp., Juglans ailantifolia, Corylus maxima, diversos híbridos del género Carya, un híbrido resistente del género Castanea.
- Pollarded Tree Display característicos árboles caducifolios que se mantienen compactos por medio de una técnica especial de poda llamada pollarding.
- Magnolia Collection (Colección de Magnolias) es un área plantada a lo largo de la carretera de entrada que contiene numerosas especies, entre las que se incluyen Magnolia tripetala, Magnolia acuminata, Magnolia sieboldii y Magnolia virginiana
- Theaceae collection (Colección de la familia Theaceae), esta colección fue añadida en el 2007, contiene numerosas especies de la familia del té, incluyendo Camellias, Gordonias, Franklinias, y Stewartias.

El Herbario del Arboretum Bartlett, abierta al público de lunes - jueves y con cita previa, es una colección de rápida expansión de más de 3.500 ejemplares. El Arboretum prevé una duplicación de esta colección en el 2009. Si bien la mayoría de los especímenes son del noreste de Estados Unidos, la colección también contiene material el sureste de Estados Unidos, de México (200), el Caribe (100), la Amazonía del Perú (150), la antigua Unión Soviética (200) y África (100).
Esta colección incluye cerca de 2.500 especies de plantas vasculares y 1.000 especies de Bryophyta. La colección alberga actualmente un tipo de espécimen.

## Diversos Hábitat
- The Arboretum’s meadow (El prado del Arboreto), es un hábitat gestionado. A principios del siglo XX, los campos de cultivo abandonados se convirtieron en prados de flores silvestres ricas en aves, abejas y mariposas. Cuando las plántulas de árboles en estas praderas se convirtieron en bosques, prados de flores silvestres y la vida silvestre que depende de ellos llegaron a ser escasos. El Arboreto estableció este prado en el 2000 como un ejemplo de un paisaje sostenible que proporciona hábitat necesario y belleza estética. Dependiendo de la época del año, se puede ver las flores silvestres como Coreopsis, Rudbeckia hirta,  Penstemon digitalis, Aster lateriflorus, Sysrinchium sp.), Lupinus sp. y Tradescantia sp., así como muchos otros. Está cortado anualmente a principios de abril para evitar que vuelva a recuperar el bosque.

- The Woodland Pond (La charca del arbolado), fue creada por una presa donde el agua hace una pausa antes de desembocar al arroyo "Poorhouse Brook" y corriendo hacia el sur hasta el estrecho de Long Island. Una charca es un cuerpo de agua lo suficientemente pequeño para que las olas no erosionen el suelo en sus orillas y lo suficientemente bajas para que las plantas acuáticas tengan la raíz en el fondo y todavía lleguen a la superficie. Si su visita es en el verano, te darás cuenta de que las hojas redondas y flores de color rosa pálido de loslirios de agua Nuphar advea en el centro y las hojas en forma de flecha del Peltandra virginica en los bordes. Cuando la flor Flecha Arum ha echado a perder el peso de las semillas se dobla el tallo largo y se hunde en el fondo fangoso, de esta manera las semillas se plantan a sí mismas.

- The Red Maple Wetland (El Humedal de arce rojo), es un lugar favorito para los naturalistas y ecologistas de la zona, ya que es uno de los pocos pantanos de Arce Rojo (Acer rubrum) accesibles de la zona no afectados significativamente por el desarrollo de plantas invasoras no nativas.